# Герделтрі (Меріленд)
Герделтрі (англ. Girdletree) — переписна місцевість (CDP) в США, в окрузі Вустер штату Меріленд. Населення — 141 особа (2020).

## Географія
Герделтрі розташоване за координатами 38°5′55″ пн. ш. 75°24′2″ зх. д. / 38.09861° пн. ш. 75.40056° зх. д. (38.098740, -75.400430).  За даними Бюро перепису населення США в 2010 році переписна місцевість мала площу 1,72 км², уся площа — суходіл.

## Демографія
Згідно з переписом 2010 року, у переписній місцевості мешкало 149 осіб у 67 домогосподарствах у складі 42 родин. Густота населення становила 87 осіб/км².  Було 81 помешкання (47/км²).
Расовий склад населення:
| - 75,8 % — білих - 17,4 % — чорних або афроамериканців - 6,0 % — осіб інших рас |

До двох чи більше рас належало 0,7 %. Частка іспаномовних становила 8,7 % від усіх жителів.
За віковим діапазоном населення розподілялося таким чином: 19,5 % — особи молодші 18 років, 58,4 % — особи у віці 18—64 років, 22,1 % — особи у віці 65 років та старші. Медіана віку мешканця становила 46,5 року. На 100 осіб жіночої статі у переписній місцевості припадало 98,7 чоловіків;  на 100 жінок у віці від 18 років та старших — 87,5 чоловіків також старших 18 років.
Цивільне працевлаштоване населення становило 58 осіб. Основні галузі зайнятості: транспорт — 22,4 %, науковці, спеціалісти, менеджери — 19,0 %, освіта, охорона здоров'я та соціальна допомога — 17,2 %.